# Kateřina Holubcová
Kateřina Holubcová (* 28. Juni 1976 in Ústí nad Labem, Tschechoslowakei als Kateřina Losmanová) ist eine ehemalige tschechische Biathletin.
Sie wohnt noch in ihrer Geburtsstadt Ústí nad Labem und trainiert beim SKP Jablonex in Jablonec nad Nisou. Sie war mit dem tschechischen Biathleten Tomas Holubec verheiratet und ist mittlerweile mit dem tschechischen Biathlon-Funktionär Vlastimil Jakes liiert, mit dem sie einen Sohn (* 2007) hat.

## Karriere
Kateřina Holubcová begann unter ihrem Geburtsnamen Kateřina Losmanová 1989 mit dem Biathlonsport. 1995 wurde sie Juniorenweltmeisterin im Sprint und startete 1995 bei ihrem ersten Weltcuprennen. In der Saison 1997/98 erreichte sie mit dem 6. Platz im Verfolgungsrennen von Kontiolahti ihre erste Top-10-Platzierung. Der 29. Platz am Ende dieser Saison im Gesamtweltcup war für einige Jahre ihre beste Gesamtplatzierung. Obwohl sie hin und wieder Platzierungen in den Punkterängen erreichte, konnte sie sich in den folgenden Jahren kaum verbessern. Tiefpunkt war der 63. Platz im Gesamtweltcup der Saison 2000/01.
Umso erfolgreicher startete Holubcová jedoch in die Saison 2001/02. Gleich zu Beginn gelangen ihr in Sprint und Verfolgung von Hochfilzen die Plätze 5 und 4. In dieser Saison konnte sich Holubcová in einem Großteil der Rennen in den Punkterängen platzieren und erreichte mit dem 25. Platz in der Gesamtwertung ihre bis dahin beste Platzierung. Auch die Olympischen Winterspiele in Salt Lake City verliefen mit den Plätzen 19 im Einzel und 22 in der Verfolgung recht erfolgreich.
Zur erfolgreichsten Saison in der Karriere der Tschechin wurde die Saison 2002/03. Mit dem 3. Platz im Sprintrennen von Oberhof zu Beginn des Jahres 2003 gelang Holubcová der erste Podestplatz ihrer Karriere. In allen nachfolgenden Saisonrennen erreichte sie Platzierungen unter den besten 20 Athletinnen. Der zweite Podestplatz ihrer Karriere gelang Holubcová in Östersund beim letzten Rennen vor den Weltmeisterschaften mit dem 3. Platz im Verfolgungsrennen. Zum Höhepunkt in Holubcovás Karriere wurden die zum Saisonende im russischen Chanty-Mansijsk ausgetragenen Weltmeisterschaften. Nachdem ihr zuvor nie eine Top-10-Platzierung bei Großereignissen gelungen war, gewann Holubcová im Sprintrennen die Bronzemedaille. Mit dem 8. Platz im anschließenden Verfolgungsrennen gelang ihr eine weitere Top-10-Platzierung. Zu ihrem größten Erfolg wurde das Einzelrennen der Weltmeisterschaften: Mit einem fehlerfreien Schießergebnis lag Holubcová  am Ende acht Sekunden vor der Weißrussin Alena Subrylawa und gewann damit die Goldmedaille. Dies war der erste und einzige Sieg in der Karriere der Tschechin, weiterhin war dies die erste Goldmedaille für Tschechien seit zehn Jahren. Mit dem 5. Platz im abschließenden Massenstartrennen gelang Holubcová im vierten WM-Rennen das vierte Top-10-Ergebnis. In allen Rennen der Saison 2002/03 konnte sich Holubcová in den Punkterängen platzieren und erreichte mit dem 8. Platz in der Gesamtwertung am Ende der Saison ihre beste Platzierung überhaupt.
In den folgenden Jahren konnte Holubcová trotz hin und wieder guter Ergebnisse nicht an die beständigen Leistungen dieser Saison anknüpfen. In der Saison 2003/04 erreichte sie mit dem 2. Platz im Sprint von Antholz ihren letzten Podestplatz, mit dem 9. Platz im Sprint von Östersund in der Saison 2004/05 ihre letzte Top-10-Platzierung. Nach den Olympischen Spielen 2006 erklärte Holubcová ihren Rücktritt vom aktiven Leistungssport.

## Erfolge
- Weltmeisterschaften:
  - 2003: 1× Gold (Einzel), 1× Bronze (Sprint)

- Gesamtweltcup:
  - 1× Platz 8 (2002/03)

- Weltcupsiege:
  - 1

- Bilanz im Weltcup

Die Tabelle zeigt alle Platzierungen (je nach Austragungsjahr einschließlich Olympische Spiele und Weltmeisterschaften).
- 1.–3. Platz: Anzahl der Podiumsplatzierungen
- Top 10: Anzahl der Platzierungen unter den ersten zehn (einschließlich Podium)
- Punkteränge: Anzahl der Platzierungen innerhalb der Punkteränge (einschließlich Podium und Top 10)
- Starts: Anzahl gelaufener Rennen in der jeweiligen Disziplin

| Platzierung | Einzel | Sprint | Verfolgung | Massenstart | Team | Staffel | Gesamt |
| ----------- | ------ | ------ | ---------- | ----------- | ---- | ------- | ------ |
| 1. Platz    | 1      |        |            |             |      | 1       | 2      |
| 2. Platz    |        | 1      |            |             |      |         | 1      |
| 3. Platz    |        | 2      | 1          |             |      |         | 3      |
| Top 10      | 3      | 7      | 6          | 3           | 2    | 31      | 52     |
| Punkteränge | 13     | 37     | 35         | 10          | 2    | 39      | 136    |
| Starts      | 39     | 78     | 54         | 10          | 2    | 40      | 223    |